# ツインズ (お笑いコンビ)
ツインズは双子のお笑いコンビである。元松竹芸能所属で、現在はフリー。
二人の母親は、2004年から2012年まで伊勢原市長を務めた長塚幾子。

## 概要
2002年に結成。コンビ名は双子を英訳して、カタカナ表記にしたものである。また、コンビ名の通り双子であり、容姿も似ているが二卵性双生児である。
高校1年生の時に「M-1グランプリ2002」にアマチュアで初の準決勝進出を果たした。さらに翌々年には2度目の準決勝進出を果たし、素人がプロと対等の舞台に立ったとして注目を集めた。
2005年にサワズカムパニーに所属。その後、2007年に事務所を辞めフリーで活動していたが、2010年4月に松竹芸能（東京）所属。2017年1月17日、コンビ双方のTwitterで2016年で松竹芸能を退社したことを発表。解散はせず活動を継続していたが、崇宏は2022年時点で「以前、お笑い芸人をしていた」と記しており、実質的に解散・引退状態であった。しかし崇宏の勤務先が副業可であることなどから、コンビ復活の可能性も示唆している。
ネタには、双子なのに名前が似ていないこと、ザ・たっちと比べられることなど自虐的な内容を盛り込んだ「双子の卒業式」などがある。

## メンバー
長塚 崇宏（ながつか たかひろ、1986年11月19日（38歳） - ）
- 神奈川県出身。血液型：B型
- 双子の兄。ボケ担当
- 関東学院大学卒業。
- 平成26年度（2014年度）社会保険労務士試験に合格。資格を取得し、社会保険労務士法人に勤務している[4]。

長塚 啓佑（ながつか けいすけ、1986年11月19日（38歳） - ）
- 神奈川県出身。血液型：B型
- 双子の弟。ツッコミ担当
- 関東学院大学卒業。
- エアギタリストであり、その際は「こねずみニャー助」もしくは「ケイスケ・ザ・ニンジャ」と名乗っている。日本ランキングを2009年より連続で保持しており、常連強豪の一人。2014年は準優勝を機に、フィンランドでの敗者復活最終予選にエントリー。満点である18.0を獲得する快挙を成し遂げ優勝、世界決勝戦への出場権を獲得した。世界決勝では4位に入賞した。
  - エアギター日本ランキング：2009年11位→2010年3位→2012年9位→2013年4位→2014年2位（準優勝）→2015年3位
  - エアギター世界ランキング：2014年4位（敗者復活戦優勝）
- 2018年よりGameWithに所属し、クラッシュ・オブ・クランのゲーム実況者として活動している[6]。

## 賞レース成績
- 2002年 第2回M-1グランプリ 準決勝進出
- 2004年 第4回M-1グランプリ 準決勝進出
- 2008年 第2回全国大学生お笑い選手権大会～お笑いD-1グランプリ2008～ 優勝
- 2010年 キングオブコント2010 3回戦進出[7]
- 2015年 M-1グランプリ2015 1回戦敗退[8]
- 2016年 M-1グランプリ2016 2回戦進出[8]

## 出演番組
- オンバト+（NHK総合）戦績1勝0敗 最高473KB
- M-1グランプリ2002（DVD）
- M-1グランプリ2004（DVD）
- こたえてちょーだい!（フジテレビ） -  双子ハプニング
- 朝はビタミン（テレビ東京） - ビタミン図鑑
- BSブランチ （BS-i）
- 金曜たぶろっと （千葉テレビ放送）
- お笑い図鑑 ハマヌキ（tvk）
- おはスタ（テレビ東京） - 2013年10月29日、「ひなこ姫を起こせ!」に出演